# Nazionale maschile di pallamano della Macedonia del Nord
La nazionale macedone di pallamano rappresenta la Macedonia del Nord nelle competizioni internazionali.

## Palmarès

### Competizioni principali
- 1992: non qualificata
- 1996: non qualificata
- 2000: non qualificata
- 2004: non qualificata
- 2008: non qualificata
- 2012: non qualificata
- 2016: non qualificata
- 2020: non qualificata
- 2024: non qualificata

- 1995: non qualificata
- 1997: non qualificata
- 1999: 18º posto
- 2001: non qualificata
- 2003: non qualificata
- 2005: non qualificata
- 2007: non qualificata
- 2009: 11º posto
- 2011: non qualificata
- 2013: 14º posto
- 2015: 9º posto
- 2017: 15º posto
- 2019: 15º posto
- 2021: 23º posto
- 2023: 27º posto
- 2025: 15º posto

- 1994: non partecipante
- 1996: non qualificata
- 1998: 12º posto
- 2000: non qualificata
- 2002: non qualificata
- 2004: non qualificata
- 2006: non qualificata
- 2008: non qualificata
- 2010: non qualificata
- 2012: 5º posto
- 2014: 10º posto
- 2016: 10º posto
- 2018: 11º posto
- 2020: 15º posto
- 2022: 22º posto
- 2024: 17º posto